# Waka/Jawaka
Waka/Jawaka é um álbum de estúdio de Frank Zappa, lançado em 5 de julho de 1972. De acordo com Zappa, o título é "uma coisa que apareceu em um tabuleiro ouija uma vez".

## Lista de faixas
Todas as canções escritas por Frank Zappa.

### Lado um
1. "Big Swifty" – 17:22

### Lado dois
1. "Your Mouth" – 3:12
2. "It Just Might Be a One-Shot Deal" – 4:16
3. "Waka/Jawaka" – 11:18

## Músicos
- Frank Zappa – guitarra, percussão;
- Tony Duran – slide guitar, vocais;
- George Duke – ring modulation e piano elétrico com echoplex, tack piano;
- Sal Marquez – trompete, vocais, fliscorne, sinos tubulares;
- Erroneous (Alex Dmochowski) – baixo elétrico, vocais, baixo fuzz;
- Aynsley Dunbar – bateria, tábua de lavar, pandeiro;
- Chris Peterson – vocais;
- Joel Peskin – saxofone tenor;
- Mike Atschul – saxofone barítono, flautim, flauta baixo, clarinete baixo, saxofone tenor;
- Jeff Simmons – guitarra havaiana, vocais;
- Sneaky Pete Kleinow – pedal steel guitar;
- Janet Ferguson – vocais;
- Don Preston – guitarra, Minimoog;
- Bill Byers – trombone, trompa barítono;
- Ken Shroyer – trombone, trompa barítono;
- Gerry Sack - maracas.

## Produção
- Produtor: Frank Zappa
- Engenheiros: Marshall Brevitz, Kerry McNabb
- Masterização: Frank Zappa
- Supervisor: Marshall Brevitz
- Conceito: Sal Marquez
- Consultor criativo: Sal Marquez
- Desenho: Cal Schenkel
- Desenho da capa: Cal Schenkel
- Ilustração da capa: Marvin Mattelson
- Ilustrações: Marvin Mattelson
- Fotografia: Philip Schartz
- Parte de trás: Philip Schwartz
- Embalagem: Cal Schenkel
- Reembalagem: Ferenc Dobronyi.

## Vendas
Álbum - Billboard (América do Norte)
| Ano  | Raking     | Posição |
| ---- | ---------- | ------- |
| 1972 | Álbuns pop | 152     |